# Longueur d'onde de Compton
Pour les articles homonymes, voir longueur d'onde (homonymie).

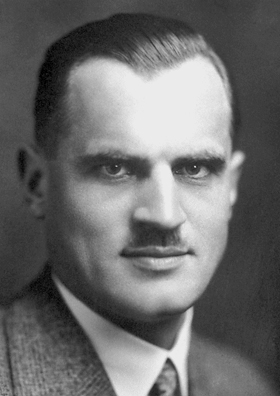
Arthur Compton, 1927.

Quand un photon primaire heurte une particule libre, un photon secondaire est émis dont la longueur d’onde est plus grande que celle du photon primaire, c'est l'effet Compton. La différence de longueur d’onde entre le photon primaire et le photon émis, est proportionnelle à une valeur constante portant le nom de longueur d’onde de Compton, comme l'exprime la relation suivante (voir l'article principal sur la diffusion Compton pour plus d'explications) :
{\displaystyle \Delta \lambda =\lambda _{C}\left(1-\cos \theta \right)},
où :
- {\displaystyle \Delta \lambda } est le décalage entre les longueurs d'onde du photon incident et du photon diffusé ;
- {\displaystyle \lambda _{C}} est la longueur d'onde de Compton ;
- {\displaystyle \theta } est l'angle de diffusion.

Nous pouvons donc comparer cette constante à un quantum de longueur d'onde. Contrairement à la longueur d'onde de de Broglie, la longueur d'onde de Compton ne correspond pas à une longueur d'onde observable dans une propagation, elle n'est qu'un auxiliaire de calcul.

## Notations
La longueur d'onde de Compton est couramment notée {\displaystyle \lambda _{\mathrm {C} }}, notation composée de la lettre grecque λ minuscule suivie, à droite et en indice de la lettre latine C majuscule, initiale du nom de famille d'Arthur Compton.
La longueur d'onde de Compton de l'électron est également notée {\displaystyle \lambda _{\mathrm {C} }}.

## Dimension et unité
La dimension de la longueur d'onde de Compton est, par définition, celle d'une longueur :
{\displaystyle [\lambda _{\mathrm {C} }]=[\mathrm {L} ]}.
Elle s'exprime ainsi, dans le Système international d'unités (SI), en mètre (m).

## Expression
La longueur d'onde de Compton d'une particule est donnée par :
{\displaystyle \lambda _{\mathrm {C} }={\frac {h}{mc}}=2\pi {\frac {\hbar }{mc}}},
où :
- {\displaystyle h} est la constante de Planck ;
- {\displaystyle m} est la masse propre de la particule ;
- {\displaystyle c} est la vitesse de la lumière dans le vide.

## Valeurs
Depuis le 2 juin 2011, le Comité de données pour la science et la technologie (CODATA) recommande les valeurs suivantes :
| Particule | Symbole                                   | Valeur                     | Incertitude relative       | Erreur relative |
| --------- | ----------------------------------------- | -------------------------- | -------------------------- | --------------- |
| Électron  | {\displaystyle \lambda _{\mathrm {C} }}   | 2,426 310 238 9 × 10−12 m  | 0,000 000 001 6 × 10−12 m  | 6,5 × 10−10     |
| Proton    | {\displaystyle \lambda _{\mathrm {C,p} }} | 1,321 409 856 23 × 10−15 m | 0,000 000 000 94 × 10−15 m | 7,1 × 10−10     |
| Neutron   | {\displaystyle \lambda _{\mathrm {C,n} }} | 1,319 590 906 8 × 10−15 m  | 0,000 000 001 1 × 10−15 m  | 8,2 × 10−10     |

Les autres particules ont des longueurs d'onde de Compton différentes.

## Notions connexes
Le nombre d'onde de Compton est l'inverse de la longueur d'onde de Compton :
{\displaystyle \sigma _{\mathrm {C} }={\frac {1}{\lambda _{\mathrm {C} }}}={\frac {mc}{h}}}.
 La longueur d'onde de Compton réduite est égale au rapport de la longueur d'onde de Compton par le double du nombre pi.
Elle est parfois appelée rayon de Compton, noté {\displaystyle R_{\mathrm {C} }} :
{\displaystyle R_{\mathrm {C} }={\frac {\hbar }{mc}}},
où :
- {\displaystyle \hbar } est la constante de Planck réduite, dite constante de Dirac : {\displaystyle \hbar ={\frac {h}{2\pi }}}.

 Le nombre d'onde angulaire de Compton est l'inverse du rayon de Compton :
{\displaystyle k_{\mathrm {C} }={\frac {1}{R_{\mathrm {C} }}}={\frac {mc}{\hbar }}}.

## Application du principe d'incertitude
La longueur d'onde de Compton peut être considérée comme une limitation fondamentale à la mesure de la position d'une particule, tenant compte de la mécanique quantique et de la relativité restreinte. Ceci dépend de la masse {\displaystyle m\ } de la particule. Pour voir cela, l'on peut mesurer la position d'une particule en envoyant de la lumière dessus - mais mesurer la position avec précision nécessite une lumière de courte longueur d'onde. La lumière avec une faible longueur d'onde est composée de photons d'énergie élevée. Si l'énergie de ces photons excède {\displaystyle mc^{2}\ }, lorsque l'un d'eux percute la particule dont la position est connue, la collision peut dégager assez d'énergie pour créer une nouvelle particule du même type. Ceci rend discutable la question sur la position initiale de la particule.
Cette démonstration montre aussi que la longueur d'onde de Compton est la limite en dessous de laquelle la théorie quantique des champs - qui permet de décrire la création et l'annihilation de particules - devient importante.
Supposons que nous souhaitions mesurer la position d'une particule avec une précision {\displaystyle \Delta x\ }.  
Ensuite la relation d'incertitude entre la position et la quantité de mouvement dit que 
{\displaystyle \Delta x\,\Delta p\geq \hbar /2}
donc l'incertitude sur la quantité de mouvement de la particule satisfait
{\displaystyle \Delta p\geq {\frac {\hbar }{2\Delta x}}}

En utilisant la relation relativiste entre la quantité de mouvement et l'énergie, lorsque {\displaystyle \Delta p} excède {\displaystyle mc} alors l'incertitude sur l'énergie est plus grande que {\displaystyle mc^{2}\ }, ce qui est assez d'énergie pour créer une autre particule du même type. Ainsi, avec un peu d'algèbre, nous voyons qu'il y a une limitation fondamentale
{\displaystyle \Delta x\geq {\frac {\hbar }{2mc}}}
Donc, au moins pour le même ordre de grandeur, l'incertitude de la position peut être plus grande que la longueur d'onde de Compton {\displaystyle h/mc\ }.
La longueur d'onde de Compton peut être comparée à la longueur d'onde de de Broglie, qui dépend de la quantité de mouvement de la particule et détermine la limite entre la particule et le comportement ondulatoire en mécanique quantique.